# Geoffrey Van Orden

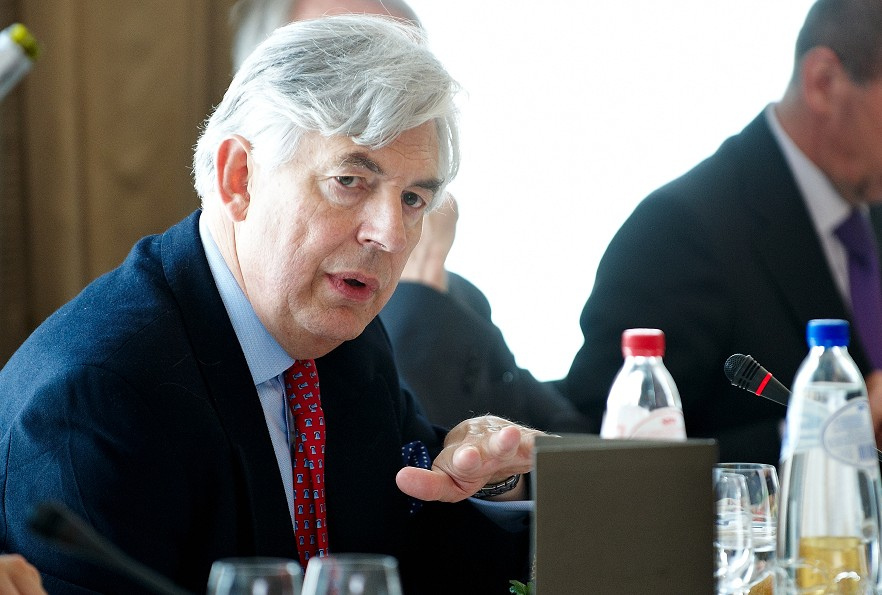
Geoffrey Van Orden

Geoffrey Charles Van Orden (Waterlooville, 10 april 1945) is een Brits politicus en voormalig militair. Van 1999 tot de effectieve Brexit op 31 januari 2020 was Van Orden namens de Conservatieve Partij Europarlementariër voor de regio East of England.

## Leven en werk
Van Orden werd in 1945 in Waterlooville (Hampshire) geboren. Hij volgde les aan de Mons Officer Cadet School en werd in 1964 in dienst genomen door het Intelligence Corps van het Britse leger. In 1966 werd Van Orden luitenant, in 1970 kapitein, in 1977 majoor, in 1983 luitenant-kolonel, in 1988 kolonel en in 1991 brigadier. Al op 27-jarige leeftijd werd Van Orden benoemd tot Lid in de Orde van het Britse Rijk. Van 1964 tot 1985 diende hij het Britse leger wereldwijd. Van 1985 tot 1988 was hij lesgever aan een Duitse militaire school in Hamburg. Daarna, tot 1990, was hij stafchef van de Britse troepen in de Britse sector van Berlijn. In 1990 werkte Van Orden als lid van de Assessment Staff voor het Joint Intelligence Committee in Londen. Van 1991 tot 1994 vervulde hij een functie bij de International Military Staff op het NAVO-hoofdkwartier in Brussel.

### Politiek
Geoffrey Van Orden werd in het jaar 1995 aangesteld als topambtenaar in de Europese Commissie, bevoegd voor buitenlands en veiligheidsbeleid. Hij vervulde die functie tot 1999, toen hij verkozen werd als lid van het Europees Parlement namens de Conservatieve Partij. Hij werd de woordvoerder van de partij in het parlement voor defensie- en veiligheidsbeleid. In 2002 werd Van Orden ondervoorzitter van de commissie buitenlands beleid. Tijdens de toetredingsonderhandelingen met Bulgarije bracht Van Orden verslag uit vanuit het land over de vooruitgang en geschiktheid tot toetreding. Zijn laatste rapport in november 2006 bevestigde dat Bulgarije klaar was om tot de Unie toe te treden. Van Orden is een voorstander van de toetreding van Turkije tot de EU om geostrategische redenen.
Hij was lid van de commissie buitenlandse zaken, de subcommissie veiligheid en defensie en de delegatie voor de betrekkingen met Iran. Van Orden was ook plaatsvervangend lid van de commissie vervoer en toerisme, de delegatie in de gemengde parlementaire commissie EU-Turkije, de delegatie voor de betrekkingen met India en de delegatie voor de betrekkingen met de parlementaire vergadering van de NAVO.
Van Orden is een euroscepticus die zich verzet tegen de invoering van de euro in het Verenigd Koninkrijk, alsook tegen Europa als politieke unie, tegen "ongecontroleerde" immigratie en tegen Europa's militaire ambities. Van Orden is voorstander van NAVO en van een sterke, vriendschappelijke band met de Verenigde Staten. Van Orden was tegen de voorgestelde Europese Grondwet (2006) en het meer succesvolle Verdrag van Lissabon (2007). Van Orden pleitte er lange tijd voor om de Britse conservatieven in het Europees Parlement uit het kamp van de Europese Volkspartij weg te halen; in 2009 is de partij overgeschakeld naar de Europese Conservatieven en Hervormers.